# Liste der Orte im Kreis Brașov

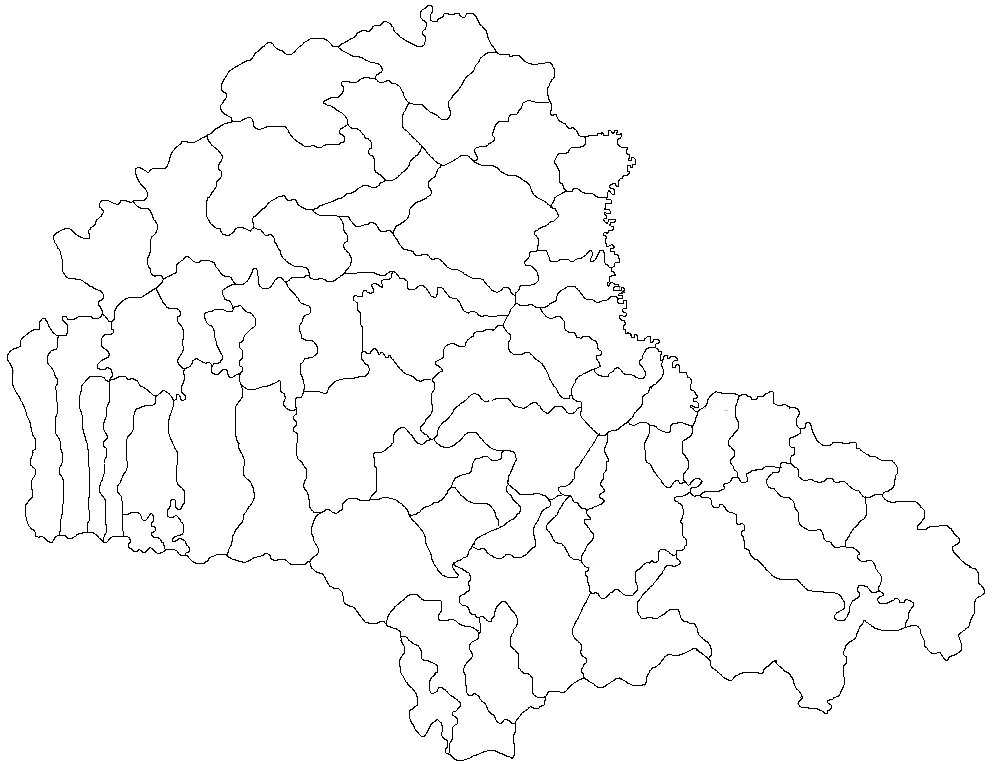
Gemeinden des Kreises Brașov

Der Kreis Brașov in Rumänien besteht aus offiziell 166 Ortschaften. Davon haben 10 den Status einer Stadt, 48 den einer Gemeinde. Die übrigen sind administrativ den Städten und Gemeinden zugeordnet.

## Städte
| - Brașov - Codlea - Făgăraș - Ghimbav | - Predeal - Râșnov - Rupea | - Săcele - Victoria - Zărnești |

## Gemeinden
| - Apața - Augustin - Beclean - Bod - Bran - Budila - Bunești - Cața - Cincu - Comăna (Gemeindesitz: Comăna de Jos) - Cristian - Crizbav - Drăguș - Dumbrăvița - Feldioara - Fundata | - Hălchiu - Hărman - Hârseni - Hoghiz - Holbav - Homorod - Jibert - Lisa - Mândra - Măieruș - Moieciu (Gemeindesitz: Moieciu de Jos) - Ormeniș - Părău - Poiana Mărului - Prejmer - Racoș | - Recea - Sâmbăta de Sus - Sânpetru - Șercaia - Șinca (Gemeindesitz: Șinca Veche) - Șinca Nouă - Șoarș - Tărlungeni - Teliu - Ticușu (Gemeindesitz: Ticușu Vechi) - Ucea (Gemeindesitz: Ucea de Jos) - Ungra - Vama Buzăului - Viștea (Gemeindesitz: Viștea de Jos) - Voila - Vulcan |

## A
| - Acriș | - Arini |

## B
| - Bărcuț - Beia - Berivoi | - Bogata Olteană - Boholț - Breaza | - Bucium - Buzăiel |

## C
| - Calbor - Cărpiniș - Cheia - Cincșor - Cobor - Colonia 1 Mai | - Colonia Bod - Colonia Reconstrucția - Comana de Jos - Comana de Sus - Copăcel - Corbi | - Crihalma - Criț - Cuciulata - Cutuș |

## D
| - Dacia - Dăișoara - Dălghiu | - Dejani - Dopca - Drăușeni | - Dridif - Drumul Carului |

## F
| - Fântâna - Feldioara | - Felmer - Fișer | - Fundățica |

## G
| - Grânari | - Grid | - Gura Văii |

## H
| - Hălmeag | - Hurez |

## I
| - Iași | - Ileni | - Ionești |

## J
| - Jimbor |

## L
| - Lovnic - Ludișor | - Lunca Calnicului - Lupșa | - Luța |

## M
| - Măgura - Măliniș - Mărgineni | - Mateiaș - Mercheașa - Meșendorf | - Moieciu de Jos - Moieciu de Sus |

## O
| - Ohaba | - Olteț |

## P
| - Paloș - Paltin - Pârâul Rece - Perșani | - Peștera - Podu Oltului - Poiana Brașov - Pojorta | - Predeluț - Purcăreni |

## R
| - Râșnov Romacril - Râușor | - Roadeș - Rodbav | - Rotbav - Rucăr |

## S
| - Satu Nou - Sâmbăta de Jos - Săsciori - Săvăstreni - Sebeș | - Seliștat - Șercăița - Șimon - Șinca Veche - Șirnea | - Sohodol - Șona - Stațiunea Climaterică Sâmbăta - Stupinii Prejmerului |

## T
| - Timișu de Jos - Timișu de Sus - Ticușu Nou | - Ticușu Vechi - Toarcla - Toderița | - Tohanu Nou |

## U
| - Ucea de Jos | - Ucea de Sus |

## V
| - Vad - Vâlcea - Văleni - Veneția de Jos | - Veneția de Sus - Viscri - Viștea de Jos - Viștea de Sus | - Viștișoara - Vlădeni - Voivodeni |

## Z
| - Zizin |